# Francis X. Bushman, Jr.

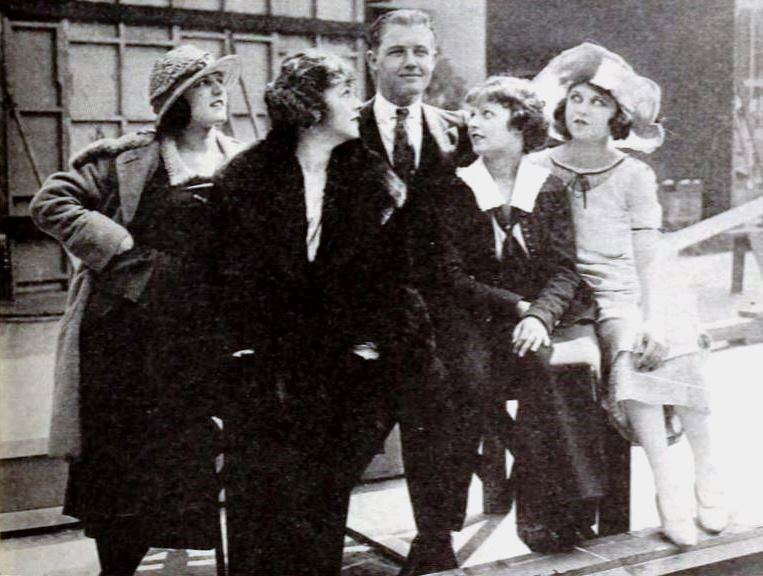
Francis X. Bushman Jr. e atrizes do Christie Follies, p. 81 de 10 de abril de 1920, Exhibitors Herald

Francis X. Bushman, Jr., cujo nome real era Ralph Everly Bushman (1 de maio de 1903 – 16 de abril de 1978), foi um ator estadunidense que iniciou sua carreira na era do cinema mudo, em 1920, atuando até os anos 1940. Atuou em 55 filmes entre 1920 e 1943,[carece de fontes?] e costumeiramente era creditado como Francis X. Bushman, Jr., nome que adotou por ser filho de Francis X. Bushman, famoso ator da era do cinema mudo.

## Biografia
Ralph nasceu em Baltimore, Maryland, filho do ator de cinema mudo Francis X. Bushman e da primeira esposa dele, Josephine Fladung Duval. Seu primeiro filme foi a comédia It's a Great Life, em 1920, ao lado de Cullen Landis. Em meados dos anos 1930, passou a fazer apenas pequenos papéis, não-creditados. O último papel creditado foi no filme Viva Villa!, em 1934. Seu último papel, não-creditado, foi em Assignment in Brittany, em 1943.
Ralph morreu em Los Angeles, Califórnia, em 1978. 

## Família
Casou com Beatrice Dante[carece de fontes?] em 1924, ficando casado com ela até sua morte, em 1978. Tiveram uma filha, Barbara Bushman, nascida em 1925, que também atuou no cinema em 1932.[carece de fontes?]
Membro de uma família ligada ao cinema, era irmão do diretor de arte Bruce Bushman,[carece de fontes?] e das atrizes Virginia Bushman[carece de fontes?] e Lenore Bushman.[carece de fontes?]
Era também tio paterno de Pat Conway (1931–1981), filho do diretor Jack Conway e da filha de Francis X. Bushman, Virginia; Pat estrelou na série de western da ABC, Tombstone Territory (1957–1960).

## Filmografia parcial
- It's a Great Life (1920)
- Our Hospitality (1923)
- Brown of Harvard (1926)
- Dangerous Traffic (1926)
- Midnight Faces (1926)
- The Understanding Heart (1927)
- The Scarlet Arrow (seriado, 1928)
- Four Sons (1928)
- The Sins of the Children (1930)
- They Learned About Women (1930)
- The Girl Said No (1930)
- The Royal Bed (1930)
- Way Out West (1930)
- The Spell of the Circus (seriado, 1931)
- The Galloping Ghost (seriado, 1931) [1]
- The Last Frontier (seriado, 1932)
- The Three Musketeers (seriado, 1933)
- Viva Villa! (1934)
- Caryl of the Mountains (1936)